# Konstanty Romanow (1890–1918)
Konstanty Konstantynowicz Romanow (ros. Константин Константинович Романов, ur. 20 grudnia 1890, zm. 18 lipca 1918 k.  Ałapajewska) – rosyjski książę krwi imperatorskiej, syn wielkiego księcia Konstantego i jego żony Elżbiety, księżniczki altenburskiej. Prawnuk Mikołaja I.

## Życiorys
Od 1908 służył w armii, 1908–1910 uczył się w Korpusie Paziów, został podporucznikiem i potem Flügeladjutantem. Od 1914 brał udział w I wojnie światowej na Froncie Austriackim. Wraz z innymi książętami w nocy na 18 lipca 1918 został zamordowany w szybie kopalni k. Ałapajewska. 1 listopada 1981 Rosyjski Kościół Prawosławny poza granicami Rosji uznał go za męczennika za wiarę i kanonizował.

## Odznaczenia
- Order Świętego Andrzeja Apostoła Pierwszego Powołania (6 sierpnia 1910)
- Order Świętego Aleksandra Newskiego (6 sierpnia 1910)
- Order Orła Białego (6 sierpnia 1910)
- Order Świętej Anny I klasy (6 sierpnia 1910)
- Order Świętego Jerzego IV klasy (1914)
- Order Świętego Stanisława (6 sierpnia 1910)